# Drycothaea
Drycothaea is een kevergeslacht uit de familie van de boktorren (Cerambycidae). De wetenschappelijke naam van het geslacht werd voor het eerst geldig gepubliceerd in 1868 door Thomson.

## Soorten
Drycothaea omvat de volgende soorten:
- Drycothaea angustifrons (Breuning, 1943)
- Drycothaea anteochracea (Breuning, 1974)
- Drycothaea bicolorata Martins & Galileo, 1990
- Drycothaea brasiliensis (Breuning, 1968)
- Drycothaea clara Galileo & Martins, 2012
- Drycothaea curtula Bates, 1885
- Drycothaea estola (Lameere, 1893)
- Drycothaea gaucha Galileo & Martins, 2008
- Drycothaea guadeloupensis Fleutiaux & Sallé, 1889
- Drycothaea hovorei Galileo & Martins, 2012
- Drycothaea indistincta Lingafelter & Nearns, 2007
- Drycothaea jolyi Galileo & Martins, 2010
- Drycothaea maculata Martins & Galileo, 2004
- Drycothaea mexicana (Breuning, 1974)
- Drycothaea ochreoscutellaris (Breuning, 1940)
- Drycothaea ocularis Galileo & Martins, 2010
- Drycothaea parva Bates, 1885
- Drycothaea rotundicollis Galileo & Martins, 2010
- Drycothaea sallei (Thomson, 1868)
- Drycothaea spreta Bates, 1885
- Drycothaea stictica Bates, 1881
- Drycothaea testaceipes Bates, 1881
- Drycothaea truncatipennis Tavakilian, 1997
- Drycothaea turrialbae (Breuning, 1943)
- Drycothaea viridescens (Buquet, 1857)
- Drycothaea wappesi Galileo & Martins, 2010